# Frédéric Delanglade
Pour les articles homonymes, voir Delanglade.
 (janvier 2020).
Si vous disposez d'ouvrages ou d'articles de référence ou si vous connaissez des sites web de qualité traitant du thème abordé ici, merci de compléter l'article en donnant les références utiles à sa vérifiabilité et en les liant à la section « Notes et références ».
Frédéric Marcou Delanglade, né à Bordeaux le 13 mars 1907 et mort à Avignon le 29 août 1970, est un peintre surréaliste, amateur de tauromachie, illustrateur et écrivain.

## Biographie
Passionné par les recherches psychiatriques et psychanalytiques sur le rôle de l'inconscient, du rêve dans la vie psychique, ainsi que par les créations artistiques des malades mentaux, Frédéric Delanglade rejoint le mouvement surréaliste en 1933.
En 1939, il organise une exposition intitulée Le Rêve dans l'art et la littérature où il réserve une grande place aux peintres surréalistes comme Victor Brauner, Óscar Domínguez, Esteban Francès, Jacques Hérold, André Masson, Matta, Gordon Onslow-Ford, Wolfgang Paalen, Kurt Seligmann, Yves Tanguy, Raoul Ubac, Remedios Varo et Delhy Tejero.
Fait prisonnier lors de l'offensive allemande en juin 1940, il s'évade et rejoint, à la villa Air-Bel à Marseille, les écrivains André Breton et Victor Serge et les peintres Max Ernst, Masson, Dominguez, Brauner, Wifredo Lam. Tous attendent un visa pour l'Amérique leur permettant d'échapper à la police de Vichy et à l'Allemagne nazie. Delanglade participe aux jeux collectifs comme les cadavres exquis dessinés et à la création du Jeu de Marseille basé sur le principe du tarot de Marseille.
En 1943, il est caché à Rodez, chez son ami le docteur Gaston Ferdière qui dirige alors l'hôpital psychiatrique où séjourne Antonin Artaud. Il revient à Paris à la Libération.
En 1946, Frédéric Delanglade est le maître-d'œuvre d'une grande fresque "collective" pour la salle de garde de l'Hôpital Sainte-Anne à Paris, détruite sous l'Occupation. Y participent Francis Bott, Oscar Dominguez, Maurice Henry, Jacques Hérold, Marcel Jean et Manuel Viola, entre autres.
En 1947, à la demande d'André Breton, il réalise un des Douze Autels de l'exposition internationale du surréalisme à la Galerie Maeght et donne une unité graphique au jeu de cartes surréaliste qui va alors être édité.
Il contribue à l'illustration de l'Apocalypse selon Saint Jean avec Salvador Dalí, Bernard Buffet, Jean Cocteau dans un livre présenté comme le plus cher du monde.
Il correspond régulièrement avec plusieurs écrivains dont Marguerite Yourcenar.
Admirateur de Lewis Carroll, il compose À Lys, une divagation onirique, sur le thème d’« Alice au Pays des Merveilles ». Il illustre Henry de Montherlant dans Le Bestiaire céleste.
La vente de la collection d’André Breton a fait redécouvrir ce surréaliste.
Il fera deux séjours au Centre hospitalier de Montfavet, un en 1969 et un second où il va s'éteindre en 1970.